# Truncatoflabellum truncum
Truncatoflabellum truncum är en korallart som först beskrevs av Stephen D. Cairns 1982.  Truncatoflabellum truncum ingår i släktet Truncatoflabellum och familjen Flabellidae.
Artens utbredningsområde är Södra Ishavet. Inga underarter finns listade i Catalogue of Life.